# Platypalpus pudens
Platypalpus pudens är en tvåvingeart som beskrevs av Axel Leonard Melander 1927. Platypalpus pudens ingår i släktet Platypalpus och familjen puckeldansflugor.
Artens utbredningsområde är Idaho. Inga underarter finns listade i Catalogue of Life.